# Зотов, Олег Константинович
Зо́тов Оле́г Константи́нович (9 июля 1928 — 27 сентября 1984, Москва, Россия) — российский художник, график, книжный иллюстратор.
В 1981 году был удостоен приза «Золотое яблоко» Международной биеннале в Братиславе за иллюстрации к книге «Сказки Пушкина».

## Биография
Олег Константинович Зотов родился в 1928 году в Москве, семье художника, плакатиста, иллюстратора и мультипликатора Константина Васильевича Зотова и его жены художницы Маргариты Владимировны Зотовой (Чернышовой), так же занимавшейся мультипликацией и много работавшей для детских и женских журналов. Семья имела старообрядческие корни — дед Олега был печатником-линотипистом. Но к моменту рождения Олега большая часть родни с обеих сторон принадлежала к художественной интеллигенции.
Уже в раннем детстве Олега стало ясно, что в семье растёт ещё один художник. Так, испытывая увлечение путешествиями в дальние страны и кораблями, он замечательно мастерил старинные корабли из коры, палок, из самого разного материала. А, кроме того, рисовал эти самые корабли на огромных листах бумаги, несмотря на то, что бумагу тогда купить в Москве было практически невозможно, её добывал для внука дед — линотипист.
Художественное образование Олег тоже начал получать достаточно рано, так как был принят в художественную школу при институте им. Сурикова, по окончании её в 1946 году поступил в тот же самый институт. Обучение в институте на одном из старших курсов было прервано, так как Олег Константинович перевёлся в Ленинградскую Академию художеств. Этот перевод не был связан с какой-либо учебной необходимостью, просто так ему удалось осуществить романтическую мечту юности — пожить подольше в этом удивительном, очаровавшем его городе, в самых будничных обстоятельствах приобщиться к красоте Петербурга. На последнем курсе Олег вернулся в Москву, в Суриковский институт, и в 1953 году закончил его.
Вскоре после окончания института Олегу удалось исполнить мечту детства о путешествиях в дальние страны. Тогда, в 50-е годы ему удалось наняться на корабль матросом и отправится в дальнее плавание — он побывал в Африке, Японии, на Цейлоне, в Сингапуре. Здесь он сочетал обязанности матроса с трудом художника, много рисовал, копил впечатления о чужеземных культурах и обычаях, впоследствии очень пригодившиеся ему в его работе.

## Творчество

### «Соловей» Андерсена
В 1953 году вышла первая книга, проиллюстрированная Олегом Зотовым — сказка Андерсена «Соловей». И уже этой первой работе художника было присуще драгоценное для иллюстратора и, может быть, основополагающее для него качество — чрезвычайно точное следование в работе литературному первоисточнику. На страницах книги в иллюстрациях действительно та удивительная сказочная страна, «где все люди китайцы и даже сам император — китаец». Иллюстрации наполнены чрезвычайно точно изображёнными и неизменно прекрасными именно в этой точности реалиями старинной китайской жизни: прекрасен императорский дворец и его тронный зал с зеркальным полом, красивы одежды вельмож и народа, даже платье маленькой судомойки, неизменно красивы кувшины и миски, которые она моет, фонари и окна, за которыми залит лунным светом удивительный дворцовый сад. И с замечательной ясностью развёртывается в этой предстающей в иллюстрациях стране история соловья. От получения императором первого известия о нём до замены настоящего Соловья искусственным, до спасения императора от смерти пением настоящего. И так выразителен здесь нелепый восторг вельмож и императора перед пением искусственного Соловья, так бесконечно смешон сам этот Соловей, отяжеленный наградами, вплоть до висящей у него на шее огромной для него императорской туфли, что на всё изображенное падает отблеск улыбки Андерсена, отблеск того мудрого юмора, с которым он рассказывает свою историю о превосходстве подлинного живого искусства над искусством механическим, мёртвым.
В этой первой своей работе художник проявил уже основные черты, характерные впоследствии для всего его творчества. Прежде всего, это замечательные способности рисовальщика и гармонизатора цвета, затем — предельно точное следование литературному первоисточнику, умение изображать смешное, не прибегая к какой-либо карикатурности. И ещё одно умение, сыгравшее важную роль, проявил здесь автор иллюстраций: умение изображать чрезвычайно точно реалии тех старинных эпох, в которых развёртывается действие иллюстрируемого произведения. Тех прошедших эпох, когда красота была уделом не только высокого искусства, но и предметов обычного, самого простого, чисто утилитарного назначения. И любовь к этой красоте побуждала Олега Зотова изучать эти древние предметы, обрести поистине уникальные знания того, что создано было в древности, в старину в быту и обиходе самыми разными народами, принадлежащими к самым разным культурам. И, знаток искусства вообще, художник неизменно настойчиво изучал эти реалии прошедшей жизни, изучал их в музеях, по альбомам и книгам, очень много давали путешествия по тем чужим странам и по тем местам в родной стране, где предметы старинного быта и обихода ещё были живы в обиходе современном. Но особенно тёплое знание дало ему собственное собирательство предметов старины, собирательство, не бывшее коллекционированием в прямом смысле слова с его азартом и почти обязательной коммерческой составляющей — скорей, оно было некой свободной артистической деятельностью. Олег удивительно умел находить эти предметы — от редких удач в антикварных магазинах, от находок в дальних путешествиях и недалёких прогулках, даже в пределах Подмосковья, до удивительных обретений на руинах снесенных в 60-е годы арбатских переулков. Здесь собирательство Зотова получало безусловно некий «спасательный» оттенок, т. к он воспринимал как личное горе это разрушение одного из лучших районов старой Москвы. Человек наследственно рукодельный, Олег Константинович чинил, ремонтировал, реставрировал свои находки, и это давало ему уникальное знание их внутреннего устройства, органической связи этого устройства с их красотой.

### «Махабхарата»
Именно эти свойства дарования художника позволили ему добиться больших успехов в иллюстрировании детских книг, посвящённых фольклору. Так, в 1964 году выходит, обратив на себя внимание серьёзных знатоков, переложение для детей индийского эпоса «Махабхарата, или Сказание о великой битве потомков Бхараты» с иллюстрациями Олега Зотова, выполненными, как было сказано, по мотивам древнеиндийского искусства, главным образом по мотивам знаменитых индийских миниатюр. По мотивам — значит не полное воспроизведение того, каковы были эти старинные миниатюры, а своего рода воспоминание о них.
И действительно, воспоминаниям о древнеиндийских миниатюрах, исключающим какое-либо простое подражание им, являются эти иллюстрации, так как выполнены они только рисунком, в них отсутствует цвет, столь важный элемент этих миниатюр (в цвете дано только изображение на фронтисписе). Но рисунок этот так точен, очерки фигур так безусловно схожи с фигурами древних миниатюр, так живо воспроизведены характер их жестов и движений, пропорции и композиции отдельных сцен, что иллюстрации эти оказываются в подлинном родстве с индийскими миниатюрами. Выполненные скупыми средствами рисунка, они несут воспоминание не о букве, а о самом духе этого великого древнеиндийского искусства.

### Сказки восточных народов
В 60-е — самом начале 80-х годов Олег Константинович проиллюстрировал несколько предназначенных для детей сказок восточных народов: Таджикскую «Дочь падишаха и Богатырь» (1972), киргизские «Умный Ашик» (1972), калмыцкие «Чудесный камень», кавказские «Хюпкай и другие сказки». Все эти иллюстрации были безусловной удачей Олега Зотова. Здесь сказалось и его умение рисовальщика и его тонкое и точное чувство цвета — все иллюстрации были изданы в цвете. И во многом определило эту удачу его замечательное знание старинных реалий жизни, быта и обихода каждого из этих народов. Всё это позволило художнику не только в иллюстрациях к каждой сказке создать особый сказочный мир, но и изобразить его с очень важной для детского восприятия наглядностью, изображая все те события, которые только называет сказка, не описывая их.
Так, например, в калмыцкой сказке «Как ленивый Субсутай работать стал» говорится лишь о том, что мать кормит лежебоку и лентяя сына, а в иллюстрации предстает их юрта в традиционном убранстве прекрасными калмыцкими коврами, и на одном из них лежит сам огромный толстый лежебока. А рядом с ним склоняется над жаровней, помешивая еду в котле в удивительном причудливом национальном наряде мать, и стоят приготовленные для трапезы лежебоки пиала и нигде более не виданной формы калмыцкий кувшин.
А в таджикской сказке «Дочь падишаха» говорится только, что падишах отправился в поход. В иллюстрациях же он предстаёт величаво едущим верхом, с блистательной точностью передано падишахское великолепие его наряда, его пурпурного кафтана, его узорчатого тюрбана, украшенного драгоценными камнями и перьями, драгоценное убранство его стройного тонконогого коня. И в полном вооружении старинного таджикского воина, переданного с величайшей точностью — от шлема, надетого поверх тюрбана, до алых сапожек, — предстаёт едущий вслед падишаху вельможа, и даже вьётся перед ними дорога, у которой растёт удивительный розовый куст, словно прямо сошедший со старинной таджикской миниатюры.
Все эти книжки именно благодаря иллюстрациям Зотова — а иллюстрации в детских книжках играют важную, иногда ведущую роль — имели большой успех, никогда не залёживались на прилавках. Юные читатели полюбили их, так как иллюстрации не просто удовлетворяли детскую потребность в ярком и красивом, но своей наглядностью увеличивали занимательность того, о чём рассказывается в каждой сказке, делали особенно увлекательным сам её сюжет.

### «Песенки»
Но особую популярность снискала проиллюстрированная Зотовым вышедшая в 1975 году книга для самых маленьких «Песенки», представляющая собой сборник произведений детского русского фольклора, сборник старинных русских песенок и потешек, многие из которых до сих пор употребляются в нашем быту. Проникнутые тёплой любовью к русскому детскому фольклору и великолепным знанием его, эти иллюстрации являют подлинную красоту старинной народной жизни, народного крестьянского быта и обихода, делают зримыми в данном случае не сказку даже, а коротенькие, в несколько строк, а иногда даже в одну, песенки и потешки. И сам вход в этот несущий красоту и забаву мир оборачивается в иллюстрациях забавой и игрой. Обложка книжки представляет собой прекрасное старинное резное окно, которое можно открыть и увидеть на первой странице девочку, сидящую у расписной прялки, плетущую «косу́, всему городу красу». А на следующих страницах можно увидеть среди предметов старинных и удивительных то мальчика-пастушонка, трубящего в причудливую трубу «ту-ру-ру», то девочку, умывающуюся в старинном умывальнике, «чтобы глазоньки блестели, чтобы щёчки алели, чтоб смеялся роток, чтоб кусался зубок», то ещё одного мальчишку с огромным топором в руках, который, «на камушке сидит, огород свой городит»; то среди необъятного поля в виду родной деревни несколько крестьянских малышей радуются радуге дуге, прося её «не давать дождя, а дать солнышка колоколнышка». А на других страницах, иллюстрируя «потешки», которые должны «потешать», с уморительной точностью изображаются животные, делающие житейские, человеческие дела: то лиса мастерски плетёт лапти, то кот с выражением подлинно человеческой надменности на своей абсолютно кошачьей морде качает люльку с «деточкой».
Эта нарядная книжка отвечала характерной для детей вообще и, особенно, для совсем маленьких тяге ко всему праздничному. Само игровое начало, заключенное в иллюстрациях, изображение в них предметов необычных, действий занимательных, отвечало любопытству, любознательности малышей, свойственному для них желанию рассматривать, разглядывать изображённое. Замечательно соответствовала книжка детской любви к смешному, их радости от самой возможности посмеяться.
Книга «Песенки» с иллюстрациями Олега Зотова очень рано приобщающая детей к истокам родной культуры и любимая малышами, выходила огромными тиражами. Она стала своего рода «классикой», её можно было найти, пожалуй, в каждом «читающем» доме.

### Книги современных детских писателей
Большим успехом Олега Константиновича в конце 70-х — середине 80-х годов было его обращение к творчеству современных детских писателей, писателей XX века — к творчеству классика детской литературы Корнея Ивановича Чуковского и очень любимого детьми Эдуарда Успенского.
В 1974 году выходит проиллюстрированная Зотовым «Муха-Цокотуха», в 1984 году — «Тараканище» Чуковского. В 1974-м он иллюстрирует «Академик Иванов» Успенского, в 1989 году его сборник «Если бы я был девчонкой».
Но Чуковский — не просто классик детской литературы, а именно классик юморист, и дети любят его «Муху-Цокотуху» и «Тараканище» именно за смешное, за дарованную этими сказками Корнея Ивановича возможность посмеяться. Смешны, забавны и иллюстрации Зотова к ним. А меж тем сюжеты обеих сказок вовсе не смешны, они представляют собой рассказы о разрушении счастливой жизни неожиданно пришедшей бедой, о победе над этой бедой и бурном радостном торжестве по этому поводу. Смешное вырастает здесь из самого «слова» сказок, именно оно определяет развитие действия. Так, например, благодаря такому свойству слова, как рифма, ничем не связанные между собой, строго говоря, и не самые приятные насекомые отправляются на именинное чаепитие к Мухе, придавая тем самым ему фантасмагорически смешной характер. Например, рифма «тараканами» с причастным к чаепитию «стаканами» приводит сюда тараканов, рифма «блошки — сапожки» делает гостей из блошек, так как сапожки превращаются в подарок имениннице. А рифмы «зайчики» — «в трамвайчике», «медведи на велосипеде», «львы в автомобиле» служат для создания образа бесконечно смешной и ни с чем не сообразной езды зверей на «срифмованном» с ними транспорте, когда они «едут и смеются, пряники жуют», ещё не ведая о грядущей беде.
И иллюстрации Зотова смешны, потому что воплощает в образы весь этот построенный на несообразностях словесный юмор, добавляя при этом точные, забавные подробности. Так смешна этой своей несообразностью сама мысль, что тараканы и блошки идут в гости на именины, но ещё смешнее она, когда тараканы во всей своей тараканьей сущности идут на двух ногах, облаченные во фраки и бабочки, имея в лапках-руках зонтики, цилиндры, цветы и хорошо узнаваемые знакомые коробки с конфетами и тортами. А изображённые с биологической точностью блошки тащат современные роскошные сапоги. Уморительно смешны зайчики, не только как чинные пассажиры рассевшиеся в трамвае с огромными пряниками в руках, но один из них ещё втаскивает в трамвай опоздавшего зайчонка. Смешны своей важной солидностью «медведи на велосипеде» ещё везущие в прицепе зайчонка с пряником. И своего апогея достигает этот «воплощённый» юмор, превратив львов в автомобиле в роскошную путешествующую семью с могучим папой-львом за рулём, жующим пряник весёлым львёнком и безумно элегантной мамой львицей под зонтиком и в развевающемся от быстрой езды шарфе.
Следуя литературному источнику, Олег Зотов в своих иллюстрациях к сказкам Чуковского делает зримой, воплощает в образы ту весёлую словесную игру, которая составляет их суть и которая так близка детям, так неизменно любима ими.
Замечательно точно отразил художник в своих иллюстрациях и характер смешного в произведениях Эдуарда Успенского, также признанного и любимого детьми как писателя смешного. Это смешное в его произведениях часто рождается из соединения сугубо обычного с эксцентрическим и даже фантастическим. И Олег Зотов делает особенно смешным это соединение, с равной спокойной точностью изображая реальное и невозможное. Так как раз при полной невозможности этого во всех своих коровьих статях и качествах предстаёт едущая в метро на эскалаторе корова в иллюстрациях к «Бурёнушке». И это тем более смешно, что метро изображено во всех своих подробностях, с хорошо узнаваемой царящей в нём обстановкой.
А в других случаях, когда писатель изображает смешное в обычной житейской ситуации, художник часто сам вводит в неё, усиливая тем юмор изображённого, столь органичное для творчества писателя нереальное и фантастическое. Так, в дом к мальчику «просто приходил Серёжка, поиграли мы немножко», а мама предполагает приход туда и танцы слона и бегемота, и художник в этом случае изображает в иллюстрации этих животных танцующими среди созданного не без участия Серёжки чудовищного беспорядка.

### Сказки Пушкина
Но в 70-х — самом начале 80-х годов художник Зотов не только с успехом иллюстрировал детских писателей-юмористов, с подлинной свободой и тактом используя свою замечательную способность изображать смешное. В эти же годы, когда настоящей полноты достигали все стороны его таланта, он создал своё самое замечательное произведение — иллюстрации к сказкам Пушкина.
В 1980 году вышли по отдельности 4 пушкинские сказки, проиллюстрированные Олегом Зотовым: «Сказка о Царе Салтане, его сыне князе Гвидоне Салтановиче и прекрасной Царевне Лебеди», «Сказка о Золотом петушке», «Сказка о рыбаке и рыбке», «Сказка о попе и работнике Балде». В том же году эти четыре сказки вышли единой книгой под названием А. С. Пушкин «Сказки».
Успех Зотова в иллюстрировании пушкинских сказок обусловлен тем, что он замечательно понял их художественный смысл. Он увидел в их основе подлинное, «душевное», как говорил Достоевский, родство поэта с народными сказками, но также понял и то, что это было не просто родство, а родство поэта XIX века, поэта-артиста. Поэта, взявшего у народа его сокровище и вернувшего его приумноженным. Вот воплотив в своих иллюстрациях фольклорное начало, преображенное великим поэтом нового времени, Олег Зотов сумел создать в них стилистически адекватный пушкинским творениям художественный мир.
В основу этого мира, воплощая его народное фольклорное начало, художник кладёт народную картинку, горячо любимый народом так называемый «лубок». Технически он представлял собой раскрашенную от руки деревянную гравюру, а в художественном смысле — удивительный сплав европейских традиций и национальных, в основе своей восходящих к древней иконописи, доживших в сильно упрощённом виде в лубке до XIX века. Яркий, доходчивый лубок отвечал вкусам народа, отражал весь мир его интересов, в том числе именно лубок иллюстрировал те народные сказки, которые вдохновили Пушкина на создание его сказочных творений.
Этот фольклорный народный живописный источник ярко проступает в иллюстрациях Зотова. Художник артистически имитирует его технику, весь его художественный строй. Как и в лубочной картинке текст прямо соотносится у него с изображением, по-лубочному ясны его композиции. Яркая, ясная линия воспроизводит гравированную линию лубка, а часто имеющая форму декоративного пятна раскраска иллюстрацией восходит к текучей, образующей яркие пятна ручной раскраске лубочной гравюры. Присутствуют в иллюстрациях и характерные для лубка человеческие типажи, условное изображение пространства пейзажа, архитектуры, своеобразное соединение «обратной» иконной перспективы и прямой, европейской.
Но при всём этом иллюстрации ни в коем случае не являются простым подражанием лубку. Идя вслед за пушкинским словом, художник, вооруженный всем арсеналом современного искусства и понимания, преображает фольклорную основу лубка в том же духе, как преображал фольклорное начало в своих сказках Пушкин. Именно как художник XX века, когда в мир вернулась после веков забвения древняя иконопись, Олег Зотов различает в лубке эту древнюю первооснову, заостряет её, тем самым освобождает свои иллюстрации от лубочной жёсткости и угловатости, что придаёт им удивительную грацию, которая сродни высокой грации пушкинских созданий, прозрачной ясности пушкинского стиха. Иконную певучесть обретает ясная, но жёсткая графическая линия лубка, иконные пропорции, иконную лёгкость — фигуры многих персонажей и архитектурных строений, по-иконному чист и звучен цвет. Даже там, где он ложится пятном лубочной раскраски, соотносится он со всем цветовым строем композиций. Прямо навеянными древнерусской иконописью предстают многие образы и даже целые сцены иллюстраций.
И органической частью этого прекрасного мира предстают в иллюстрациях предметы старинного русского обихода. Замечательный знаток этих предметов, этого обихода с помощью неведомых ни иконе, ни лубку реалистических приёмов новой европейской живописи он изображает их чрезвычайно точно, а значит и во всей присущей им красоте, так как исполнены были неизменно ею в старину создания рук человеческих при любом их предназначении. И, умножая красоту этого мира, сияют в иллюстрациях Зотова своей подлинной невыдуманной красотой терема и храмы, одежда и утварь, оснастка кораблей и конская упряжь, колокола и пушки, сундуки и избы. И с какой-то весёлой свободой подчиняет художник эти сугубо реальные предметы условному строю своих иллюстраций. Он выстраивает их, следуя обратной перспективе, долженствующей выстраивать особый духовный мир; располагает на земной тверди, состоящей из условных иконных горок, поросших дивными цветами; в морских волнах, свитых то из спокойных, то из клубящихся линий; под небом, на котором сияют знаки зодиака. И тем самым самый мир его иллюстраций становится созвучен тем невероятным чудесам, той «небывальщине», которая есть стихия всякой, в том числе пушкинской сказки. Но тем самым он становится созвучен и той всепроникающей улыбке, тому юмору, в которых явственно слышен авторский голос в сказках пушкинских.
Этот общий стиль иллюстраций получает особый характер в иллюстрациях к каждой сказке.

#### «Сказка о Царе Салтане»
«Сказка о Царе Салтане» — самая каноническая и самая радостная из сказок Пушкина, ведь в её конце не только побеждена беда, но и прощены все виновные в ней. И в иллюстрациях к этой сказке художник усиливает присущие иллюстрациям ко всем сказкам иконописные приёмы, предназначенные как раз для изображения мира, преображённого светом. Все эпизоды сказки — от подслушанного царём, «стоящим позадь забора», разговора до того, счастливо завершающего все события, пира, с которого Салтана привозят домой «вполпьяна» — разворачиваются на страницах книги. По-иконному свободной, ясной и гармоничной композиции подчинён каждый из них. И особую красоту изображённому здесь сказочному, чудесному и удивительному придаёт по-иконному чистый и звонкий цвет, прямо родственны иконописи некоторые фигуры и образы. Но этот прекрасный светлый мир иллюстраций, как и сама сказка, по-настоящему забавен, ясно ощущается в них исполненная здесь удивительно благодушного юмора пушкинская интонация.
Прекрасен, торжественен свадебный пир с венценосными новобрачными во главе, но безусловно лёгкую улыбку вызывает развёрнутый в условной обратной перспективе стол, уставленный с величайшей точностью во всей их красе изображёнными кубками, штофами, братинами. Забавен гонец, представленный во всей реальности, с особой «гонецкой» сумкой и трубой, мчит его во весь опор резвый конь по условным горкам, украшенным условными цветами. Забавен венценосный Салтан, во всём царственном великолепии топающий ногами на гонца, привезшего дурные вести. Забавны огромные шмель и комар, улетающие за предел иллюстраций, в простор страничного поля. Лёгкая, мягкая усмешка ощущается даже в картине великолепного торжества, распахнувшейся на две страницы сцены прибытия флота царя Салтана навстречу общему счастью. Прекрасен этот флот, великолепны составляющие его русские корабли XVII века, но во всей своей реальности плывут они из «лазоревой дали» по волнам «моря-окияна», открыто состоящего из отдельных лёгких линий.

#### «Сказка о Золотом петушке»
В иллюстрациях к «Золотому петушку», самой сатирической, но и самой загадочной сказке Пушкина, так же прекрасен сказочный мир, как в иллюстрациях к «Сказке о царе Салтане». Прекрасно тридесятое царство при взгляде с «петушиного полёта», тесно заполнено оно теремами, церквами, башнями, палатами, густо наполнено всё условное пространство сказочного мира исполненными красоты старинными предметами. Воплощая стихию комического, так резко очерченную в сказке, художник усиливает найденный им приём изображения смешного как соединения реального и условного. И прежде всего прилагает его к Дадону, в котором эта стихия как будто сфокусирована. В древней иконописи и лубочной живописи атрибуты царской власти — корона, скипетр, держава, царские одежды — были лишь условным знаком царского сана, а потому присутствовали при нём постоянно, а у Дадона они также присутствуют постоянно, обретая при этом сугубо реальный характер, что становится свидетельством его фантастической, поистине сказочной глупости. Замечательно выразительна в этом смысле иллюстрация, где царь лежебока в царственных одеждах уютно устраивается на резной кровати под одеялом с пододеяльником, склоняя свою венценосную голову на подушку в белой наволочке с розовым наперником, положив на одеяло державу, а скипетр пристроив рядом с ночными туфлями. И кажется, что смеётся над ним не только нахально сидящий на нём наивный крохотный котёнок, но ухмыляются даже львы, вырезанные на подножии царской кровати.
И так же, как в самой сказке, с этой стихией комического перекликается в иллюстрациях таинственное, окрашенное в тона загадочного востока. И это соединение только усиливает комическое, так как здесь предстаёт Восток, вошедший в мир русской старины, пропущенный через призму фольклорного лубочного сознания, изначально поэтому окрашенный лёгкой, но безусловной иронией. Наивные, словно сошли они со страниц народной гадательной книги, знаки Зодиака — Рак и Козерог — плывущие над колесницей Дадона, ведущего рать на Восток. загадочно-обольстительна Девица, Шамаханская Царица, но её восточное царственное великолепие соответствует представлениям любителей лубка пушкинского времени: тюрбан и шаровары дополняют богатое платье по моде 30-х годов XIX века и зонтик. И лёгкая ирония освещает в иллюстрациях даже главного носителя тайны, безусловно восточного мудреца Звездочёта, неслучайно его потустороннее лицо окрашено тем зелёным декоративным пятном, в которое превратилась лубочная раскраска в иллюстрациях.

#### «Сказка о рыбаке и рыбке»
В рамках общей стилистики резко выделяются иллюстрации к «Сказке о рыбаке и рыбке». К той сказке, где придал Пушкин «русский дух» сюжету немецкой сказки о жадной старухе, лишив его столь чуждого русскому фольклору прямого морализаторства. Он превратил сюжет в освещённый мудрой и снисходительной улыбкой рассказ о человеке и его судьбе, его гордынных обольщениях при её счастливых оборотах, когда обретает он необузданность желаний, о неизбежном потом его крахе и полученном воздаянии. И следуя этому внутреннему настрою сказки, художник Зотов в иллюстрациях к ней пригашает радостное сияние красок. И только очень простые, самые обыденные старинные предметы входят здесь в сказочный мир, как бы имеющие отношение к первоосновам жизни. Располагаются на условной земле — «горках», у стилизованных серо-голубых вод: землянка, невод и рыбачья лодка, корыто. В платье русских крестьян одеты наделённые лаконичной, но очень конкретной внешней характеристикой терпеливый старик и злобная сварливая старуха, обитатели этого мира. И безмерно смешна и нелепа старуха, когда входит в этот простой и даже жёсткий мир как вехи её притязаний предметы сказочные, дивно прекрасные. Колом стоит на ней великолепный дворянский наряд, нелепа злобная реальность, с которой колотит она старика под сенью условных, но при этом роскошных дворянских палат. Нелепее всего пирует она вольною царицей, поедая печатный пряник за высоко, в самый верх страницы вознесённым столом в окружении стражи и подобострастных слуг. И предельно нелепа ведущая к этому столу лестница, у подножия которой пал на колени старик, изображённая в такой утрированной обратной перспективе, что безусловно невозможно ни подняться, ни спуститься по ней. И, как в сказке, ясно отзывается на подлинный смысл старухиных притязаний морская стихия: раз от разу становятся всё темнее и круче её стилизованные серо-голубые воды, превращаясь в конце концов в сине-лиловую бурю, в которой навеки исчезает золотая рыбка.

#### «Сказка о попе и работнике его Балде»
В иллюстрациях к «Сказке о попе и работнике его Балде», написанной размером русских раёшников, где действуют не князья и цари, а поп и мужик Балда, где есть базар и подворье, лесок и пахота, сохраняются общие для всех иллюстраций предметы условного сказочного мира, но исчезает из них наполнявшая его седая древность. Её сменяет то, что сам художник называл "русская провинция XVIII века. И соединение условности с точными приметами этой эпохи, когда старина доживала свой век, утрачивая своё великолепие, сливаясь с пёстрым, по-иному полным красок простонародным бытом, не только рождает в иллюстрациях созвучную сказке красоту, но пронизывает их ярким юмором, который сродни присущему этой сказке особо яркому комизму.
Не менее прекрасна, чем златоглавый град в «Царе Салтане», но одновременно и комична та обозначающая здесь место действия застава, где под условным, по-осеннему сереющим небом и летящим по нему птичьим клином, на условной земле располагаются церковка с избами, амбарами, заборами, вдоль которых бредут гуси. Удивительно красивы и одновременно комичны самые разнообразные детали иллюстраций: и изображённая в обратной перспективе топящаяся розовая печь с сидящей на ней кошкой; и расписанные охристыми, коричневыми условными «лубочными» пятнами туеса, бочки, бутылки, сундуки. Украшая пейзаж, растут на условных «горках» не только родные ёлки, но стоит на них полосатый верстовой столб — принадлежность Российской империи. Конкретную комическую внешность, отмеченную к тому же приметами времени, обретают персонажи: толстый поп в лиловой рясе, попадья в старинной кичке и новомодной юбке, востроносая поповна и остриженный в кружок попёнок. И юмором освещён и образ простодушного хитроумца и победителя Балды, русобородого мужика в красной рубахе, синих портах и шапке-гречневике. Бесконечно комичны и радостно восхитительны его победы над словно сошедшими со страниц старинных бестиариев чертями, когда мутит он воду, вызывая их реально-простодушные действия, когда, нахлобучив шапку, лежит он под прекрасным древом, наблюдая, как «натужится» под кобылой зелёный, причудливо хвостатый бесёнок, когда, неся эту кобылу «промеж ног», скачет он на ней по поросшей цветами условной земле, оставляя за собой и крошечный верстовой столб, отмечающий желанную версту.
Иллюстрации Олега Константиновича Зотова к «Сказкам Пушкина» имели большой успех, в 1981 году он получил за них чрезвычайно престижную международную награду: ему присуждена была первая премия — «Золотое яблоко» — на международной книжной ярмарке в Братиславе.
Эти иллюстрации оказались последней большой работой художника. Олег Константинович Зотов умер 27 сентября 1984 года. Чем дальше идёт время, тем яснее становится, что он занимает не только одно из выдающихся мест в истории отечественной иллюстрации. То художественное осмысление сказок Пушкина, которое совершил в своих иллюстрациях к ним Олег Константинович Зотов, является безусловным вкладом в русскую культуру в целом.

## Награды
Несмотря на то что книги, проиллюстрированные Олегом Зотовым, пользовались неизменным широким читательским успехом, единственной его официальной наградой в течение многих лет была только медаль ВДНХ . Объясняется это его твёрдым и последовательным противостоянием государственному официозу в искусстве: он никогда не иллюстрировал произведений официально обласканной псевдо-литературы; не подчинялся в работе никаким обусловленным конъюнктурой требованиям; не принимал участия ни в каких сугубо официальных идеологических мероприятиях, проводимых в среде художников. Этот его твёрдый протест не носил громкого, эпатажного характера, как бывало зачастую в те годы, но требовал всё равно большого мужества. Он оборачивался материальными трудностями, сложностью с получением заказов на интересную работу, замалчиванием прессы и, конечно, отсутствием наград. Но именно таким образом сохранённый, сбережённый талант художника определил в конце концов сходство его судьбы с судьбой Андерсеновского Соловья, героя его первых иллюстраций. Как к неизвестному властям Соловью приходит слава из далёкой Японии, так по существу не имеющий наград на родине Олег Зотов был удостоен за границей престижной премией — знаменитым «Золотым яблоком», первой премией на международной биеннале в Братиславе.

## Память
В 2007 году на графическом факультете Института им. Сурикова состоялось выставка, своего рода мастер-класс «Сказки Пушкина Олега Зотова», дававшая представление о всех этапах его работы над иллюстрациями к пушкинским сказкам, о его работе в целом.